# Ralstonia pseudosolanacearum
Ralstonia pseudosolanacearum ist eine Art (Spezies) im Boden lebender Bakterien.
Es ist ein vaskuläres (die Gefäße betreffendes) Pflanzenpathogen (Phytopathogen), das Wirtspflanzen über das Wurzelsystem infiziert. Dieser Erreger verursacht dann Verwelkungen (d. h. eine Welkekrankheit) und kann so bei einer Vielzahl von Nutzpflanzen zu signifikanten Verlusten führen.
R. pseudosolanacearum ist gramnegativ und wurde ursprünglich als Phylotyp von Ralstonia solanacearum charakterisiert. 2014 schlugen Irda Safni et al. eine taxonomische Überarbeitung des Artenkomplexes von R. solanacearum vor, um die Phylotypen (Stämme) neu zu klassifizieren, und trennten dabei R. solanacearum Phylotyp I und III in eine gemeinsame neue Spezies R. pseudosolanacearum ab.

## Etymologie
Der Gattungsname Ralstonia wurde vergeben zu Ehren der amerikanischen Bakteriologin Ericka Ralston, die die Typusart erstmals beschrieb (unter der Bezeichnung Pseudomonas pickettii).
Das Präfix des Art-Epithetons pseudosolanacearum kommt von altgriechisch ψευδής pseudēs, deutsch ‚unecht‘, ‚unwahr‘, ‚falsch‘; die Bezeichnung meint also ein „falsches/unechtes R. solanacearum“.

## Virulenz
R. pseudosolanacearum wurde in einer Vielzahl von Kulturpflanzen nachgewiesen, darunter Zierrosen (Rosa sp.), Tomaten (Solanum lycopersicum), Paprika (Capsicum annuum) und Auberginen (Solanum melongena).
Neuere Studien (2017) konnten signifikante Unterschiede in der Krankheitsschwere unter dem Einfluss höherer Temperaturen (28 °C) feststellen. Dies deutet darauf hin, dass die Temperatur ein Virulenzfaktor bei der Besiedlung des Wirts sein könnte.
In derselben Studie wurde auch berichtet, dass die Wundinokulation unabhängig von den getesteten Temperaturen (20–28 °C) zu einer höheren Krankheitsschwere führte. Außerdem wurden die möglichen Auswirkungen latenter Infektionen untersucht.
Weitere Studien haben ergeben, dass Licht eine wichtige Rolle für die Besiedlung von Tomatenpflanzen durch R. pseudosolanacearum spielt.

## Nachweismethoden
Aufgrund der möglichen schädlichen Auswirkungen dieses bakteriellen Krankheitserregers wurden Diagnoseverfahren unter Verwendung der herkömmlichen PCR-Identifizierung eingeführt (PCR-Test).
Bei Pflanzen, die mit Phylotyp I infiziert sind, wurden Welke und Nekrose des Stängels und sichtbare innere Gefäßverfärbungen festgestellt.
Zudem wurden aufgrund der Schwere der bakteriellen Welke bei Pflanzen auch Methoden zum Nachweis der Konzentration von R. pseudosolanacearum in der Entwässerung entwickelt.

## Genom
Genom-Analysen des Stammes Tg03 ergaben einen GC-Gehalt von knapp 66 %, eine Genomgröße von 5.759,05 kBp (Kilo-Basenpaare) mit 5.463 Genen (NCBI Zugriffsnummer GCA_003725665.1).